# Iglesia de San Pedro (Salàs de Pallars)
La iglesia de San Pedro de Salàs es la antigua parroquial románica del pueblo de Salàs de Pallars, del término municipal del mismo nombre, en la comarca del Pallars Jussá, provincia de Lérida.
Sería una magnífica iglesia de, al menos, tres naves con tres ábsides. Actualmente solo queda el ábside central, aprovechado como capilla del cementerio. Conserva, sin embargo, una parte de la decoración escultórica que la adornaba.
Se tiene noticia de esta iglesia desde el 1111. En 1314 fue visitada, como las más importantes iglesias pallaresas, por la legación del arzobispo de Tarragona. En 1758, ya consta como parroquial la de Nuestra Señora del Coll, y la de San Pedro, como capilla suya.